# Gay’s the Word
A Gay’s the Word az egyetlen kifejezetten leszbikusoknak és melegeknek szóló könyvesbolt Angliában. A könyvesbolt Londonban található, a Bloomsbury térségben. 2015-ben ünnepelte a bolt alapításának 36. évfordulóját, mely 1979. január 17-én nyitotta meg először kapuit.

## Története
Kezdetben a bolt még közösségi és információs hely volt leszbikusok és meleg férfiak számára. Hátul volt egy nagy ülősarok, ahol a barátok tudtak kávézni, teázni vagy megnézni a hirdetőtáblát, melyen a különböző meleg szerveződések, szervezetek és egyéb közelgő népszerű események hírei voltak feltüntetve. Volt zongora is, melyet zenés esteken használtak. Ivor Novello Gay's the word címmel írt egy novellát, melynek címét ez a bolt inspirálta. Ezt az üzletet az évek alatt több szervezet is használta: Az Icebreakers („jégtörők”), a Lesbian Discussion Group (Leszbikus beszélgetős csoport), a Gay Black Group (Fekete melegek csoportja).  

## Fordítás
Ez a szócikk részben vagy egészben  a   Gay's the Word (bookshop) című angol Wikipédia-szócikk ezen változatának fordításán alapul.  Az eredeti cikk szerkesztőit annak laptörténete sorolja fel. Ez a jelzés csupán a megfogalmazás eredetét és a szerzői jogokat jelzi, nem szolgál a cikkben szereplő információk forrásmegjelöléseként.
1. ↑  Gay's The Word | The UK's Oldest LGBT+ Bookshop | London, England (angol nyelven). (Hozzáférés: 2024. február 18.)
2. ↑  Rowan O'Brien: Magical Queer Bookstores From Around The World (angol nyelven), 2023. augusztus 1. (Hozzáférés: 2024. február 18.)